# Ndop (Kuba)

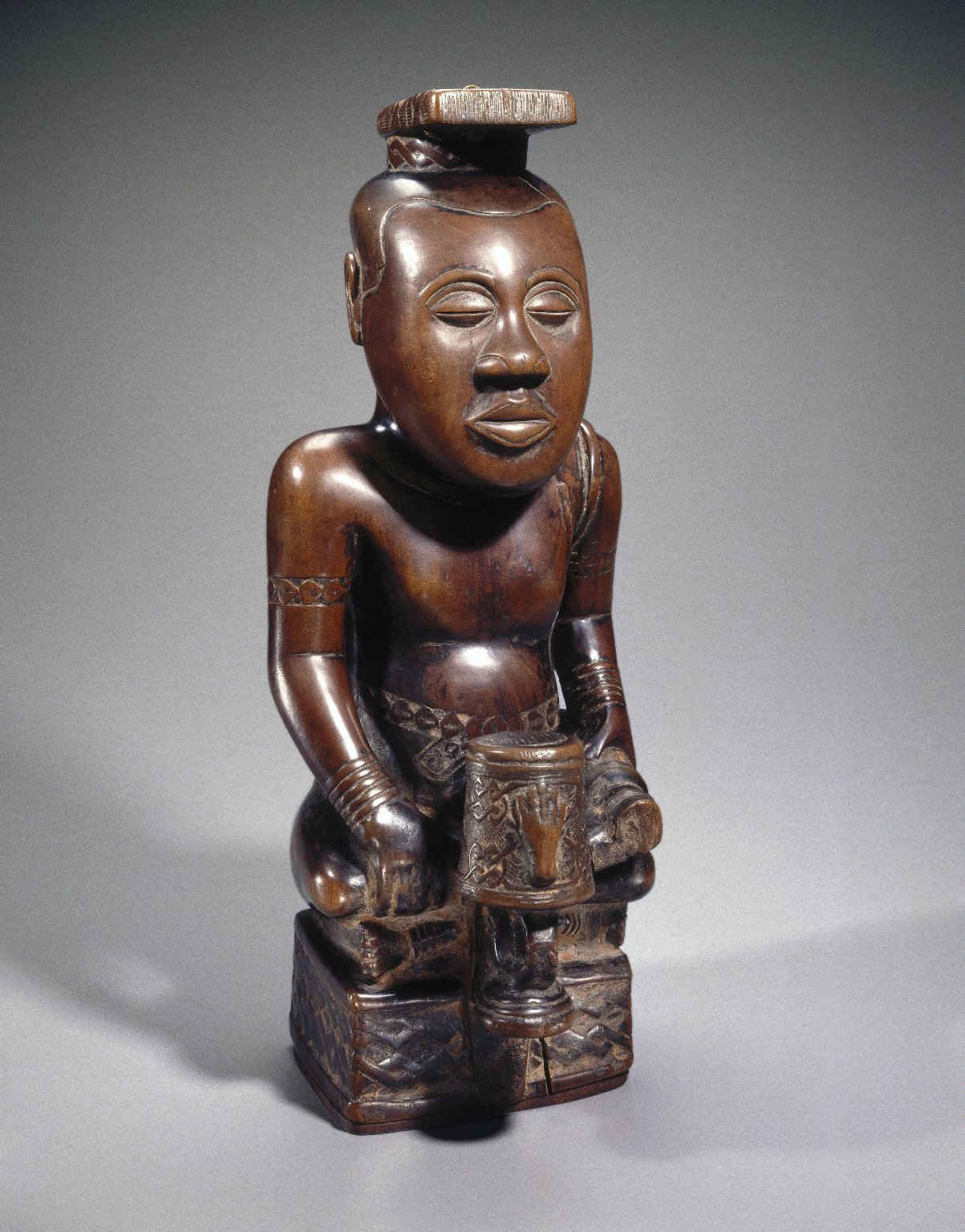
Ndop al regelui Mishe miShyaang maMbul; 1760-1780; lemn; 49,5 x 19,4 x 21,9 cm (19 x 7 x 8 in.); Muzeul Brooklyn (New York City). Ndops sunt portrete memoriale regale sculptate de poporul Kuba din Africa Centrală. Ele nu sunt portrete naturaliste, ci sunt concepute ca reprezentări ale spiritului regelui și ca o încapsulare a principiului regalității.

Ndop au fost sculpturi figurative reprezentând diferiți regi (nyim) ai regatului Kuba.

## Imaginea regilor individuali
Deși genul sculptural pare naturalist, ndop nu sunt reprezentări reale, unu la unu, ale anumitor subiecte, ci mai degrabă o culme a notațiilor vizuale care reprezentau caracteristicile ideale ale regelui decedat. Domniile conducătorilor individuali sunt identificate printr-o mică emblemă, numită ibol, la baza sculpturii. Fiecare ibol este redat cu un grad mare de adaptare și personalizare într-o standardizare altfel formală și naturalistă. Măsurând aproximativ 48-55 de centimetri înălțime, ndop au fost sculptate în lemn de esență tare și unse cu ulei de palmier pentru a le proteja de insecte, ceea ce este unic în arta africană și subliniază supraviețuirea lor în colecțiile occidentale de astăzi. Sculpturile ndop înfățișează subiecți care stau cu picioarele încrucișate, o postură care este la fel de unică în sculptura africană.

## Descriere
Ndop îl înfățișează frecvent pe conducător purtând o armă în mâna stângă, un Ikul⁠(d) sau un cuțit pentru pace, realizat în stilul rezervat Bushoong, subgrupa dominantă a Kuba. Portretele din lemn erau păstrate în încăperile regelui împreună cu alte sculpturi numite „farmece regale”, pe care se sprijineau puterile magice ale regelui. Atunci când regele era absent din capitală, ndop-urile erau frecate cu ulei. Savanții sunt de acord că tradiția „statuii portret” a regelui a început la sfârșitul secolului al XVIII-lea.

## Materiale și metode de construcție

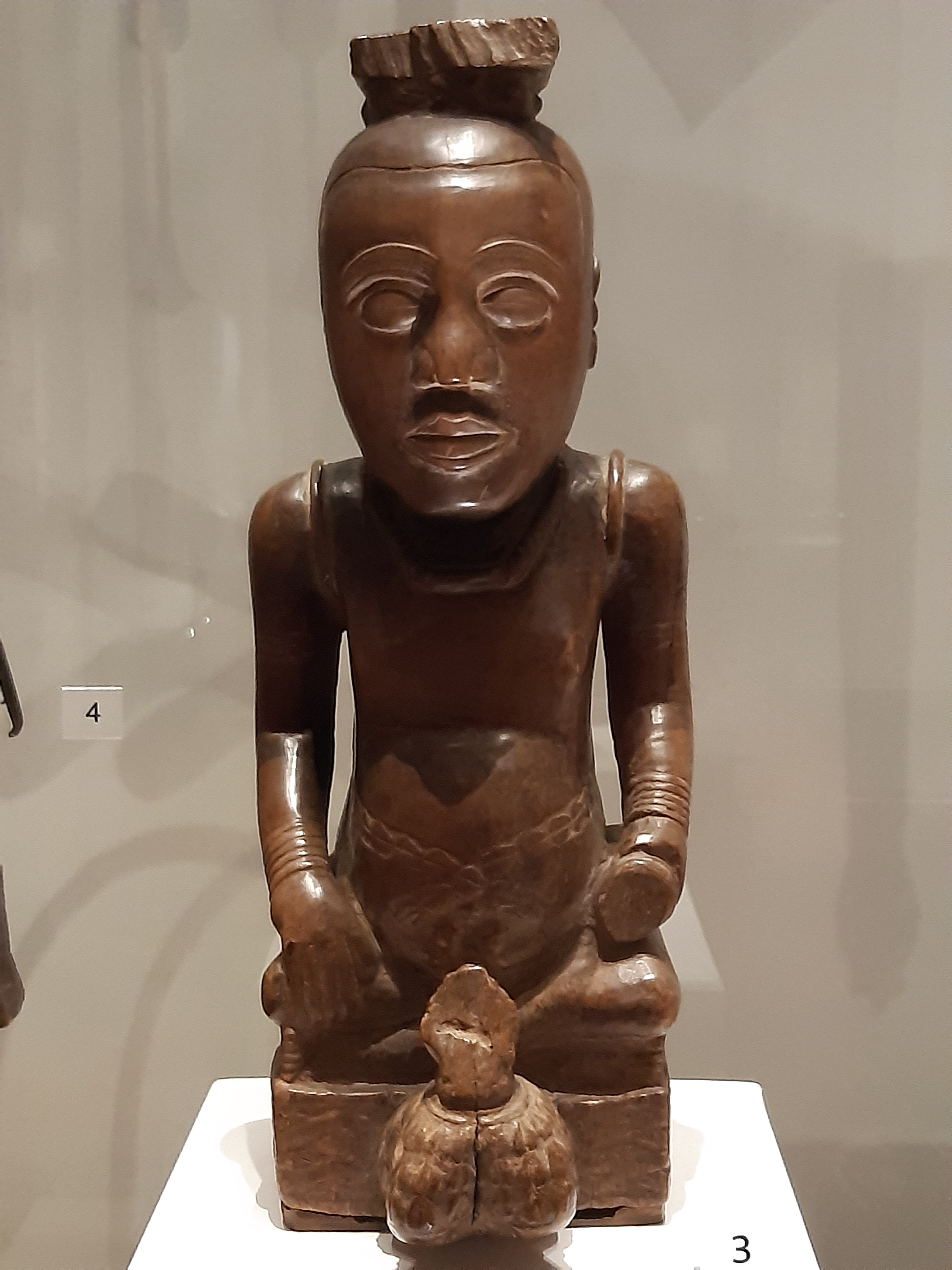
Una dintre cele trei statui Ndop din British Museum

Pentru a crea contururile rotunde distincte ale acestei sculpturi, sculptorul a lucrat, în primul rând, cu o teslă, care are un mâner din lemn de care este atașată o lamă de metal într-un unghi ascuțit. De asemenea, au fost folosite cuțite și un șlefuitor. Sculptorii Kuba au demonstrat o coordonare fină a mâinilor și ochilor pentru a scoate în evidență detaliile cu ajutorul combinației acestor instrumente. Pe lângă forma naturalistă a trăsăturilor faciale și a părților corpului, sculptorul reproduce detalii realiste pe corp, inclusiv claviculele și conturul buzelor.

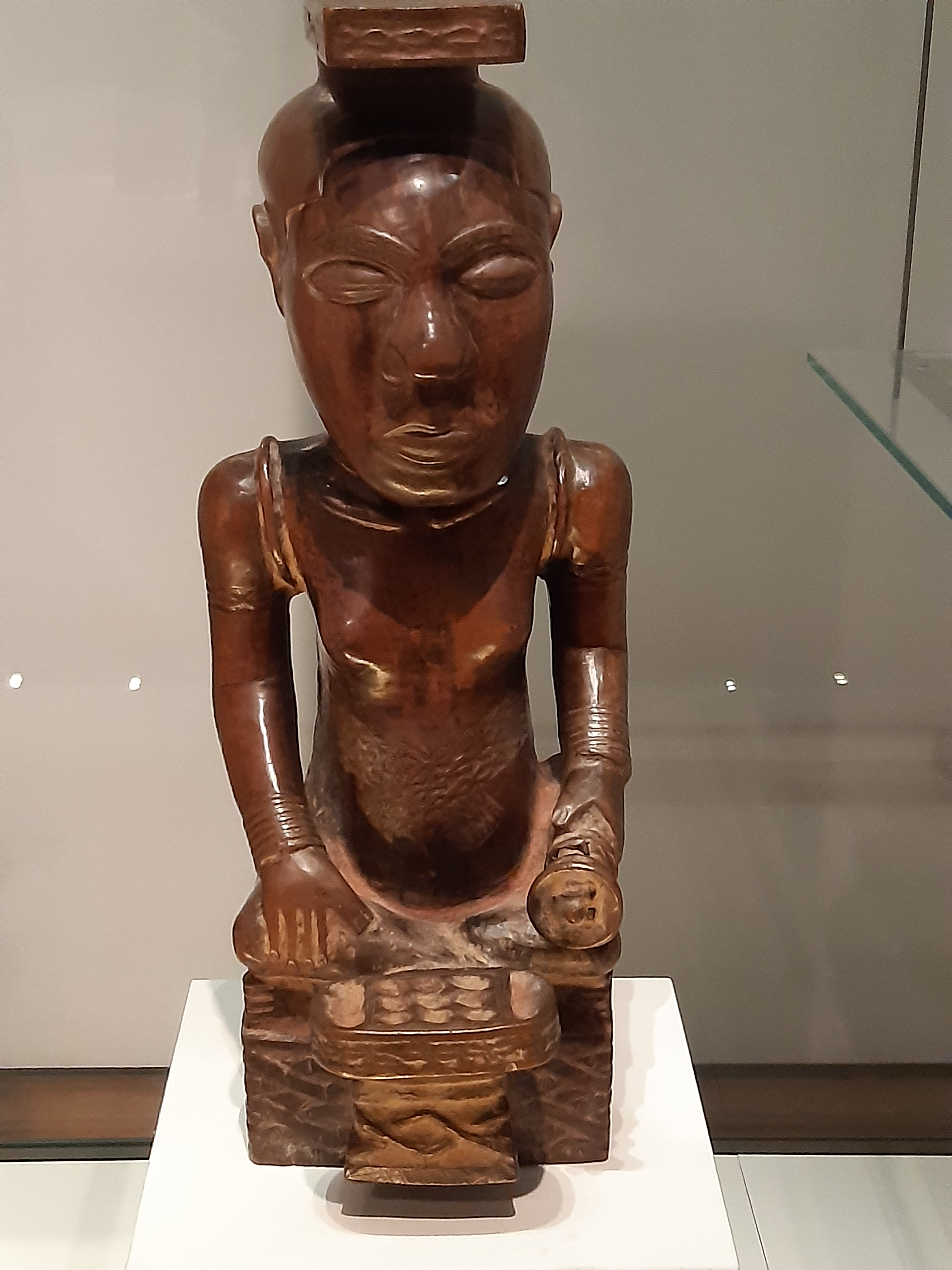
O altă statuie așezată Ndop în Muzeul Britanic, estimată a avea peste 200 de ani

Lemnul de esență tare durabil și ungerea cu ulei de palmier subliniază longevitatea acestor lucrări, cele mai vechi exemple ale cărora, cum ar fi ndop din colecția Muzeului Brooklyn, se numără printre cele mai vechi lucrări din lemn care au supraviețuit de pe continent. Trei figuri ndop din lemn din regatul Kuba se află în prezent în British Museum. Colectată de exploratorul maghiar Emil Torday⁠(d), se estimează că una dintre ele datează din secolul al XVIII-lea, fiind una dintre cele mai vechi sculpturi în lemn care există din Africa Subsahariană. Două figuri similare se află la Muzeul Regal pentru Africa Centrală din Belgia.

## Funcțiile statuetelor ndop
După ce ritualurile de învestitură erau încheiate, se spune că nyimul a însărcinat un sculptor să-i sculpteze chipul în forma ndop. Se putea face un singur ndop pentru un rege, iar dacă acesta nu era prezent, nu putea fi sculptat. Dacă figura se degrada în timp, era permisă sculptarea unei replici exacte.
Ca loc al forței de viață a regelui după moarte, se credea că ndop-ul ar fi găzduit dublura nyim-ului, echivalentul sufletului său. Se credea că dacă i s-ar întâmpla ceva regelui, acest lucru se reflecta în ndop. De exemplu, dacă un rege ar fi fost rănit în luptă, o rană similară ar fi apărut pe sculptura ndop. Statuia era păstrată în camerele femeilor, iar atunci când o femeie din harem era pe cale să nască, aceasta era așezată lângă ea pentru a asigura o naștere în siguranță. În absența regelui, aceasta servea drept surogat, pe care femeile de la curte îl ungeau și îl mângâiau. După moartea sa, ndop era mutat într-o cameră de depozitare și scos pentru a fi expus doar la anumite ocazii.